# Carlos Santana/Diskografie
Diese Diskografie ist eine Übersicht über die musikalischen Werke des US-amerikanischen Rock-Musikers und Gitarristen mexikanischer Herkunft Carlos Santana sowie dessen Band Santana. Den Quellenangaben zufolge hat er bisher mehr als 90 Millionen Tonträger verkauft, damit zählt er zu den Interpreten mit den meisten verkauften Tonträgern weltweit. Seine erfolgreichste Veröffentlichung ist das Album Supernatural mit über 30 Millionen verkauften Einheiten.

## Alben

### Studioalben
| Jahr               | Titel                                                    | Höchstplatzierung, Gesamtwochen, AuszeichnungChartplatzierungen (Jahr, Titel, Platzierungen, Wochen, Auszeichnungen, Anmerkungen) | Höchstplatzierung, Gesamtwochen, AuszeichnungChartplatzierungen (Jahr, Titel, Platzierungen, Wochen, Auszeichnungen, Anmerkungen) | Höchstplatzierung, Gesamtwochen, AuszeichnungChartplatzierungen (Jahr, Titel, Platzierungen, Wochen, Auszeichnungen, Anmerkungen) | Höchstplatzierung, Gesamtwochen, AuszeichnungChartplatzierungen (Jahr, Titel, Platzierungen, Wochen, Auszeichnungen, Anmerkungen) | Höchstplatzierung, Gesamtwochen, AuszeichnungChartplatzierungen (Jahr, Titel, Platzierungen, Wochen, Auszeichnungen, Anmerkungen) | Anmerkungen |
| Jahr               | Titel                                                    | DE | AT | CH | UK | US | Anmerkungen |
| ------------------ | -------------------------------------------------------- | --- | --- | --- | --- | --- | --- |
| als Santana        |                                                          | | | | | | |
|                    |                                                          | | | | | | |
| 1969               | Santana                                                  | DE12 (32 Wo.)DE | — | — | UK34 (9 Wo.)UK | US4 ×2Doppelplatin · (108 Wo.)US                                                                                                  | Erstveröffentlichung: 22. August 1969 Verkäufe: + 2.000.000; Platz 150 der Rolling-Stone-500                        |
| 1970               | Abraxas                                                  | DE4 Gold · (52 Wo.)DE | — | — | UK7 Gold · (51 Wo.)UK | US1 ×5Fünffachplatin · (88 Wo.)US                                                                                                 | Erstveröffentlichung: 2. September 1970 Verkäufe: + 5.950.000; Platz 205 der Rolling-Stone-500; Grammy Hall of Fame |
| 1971               | Santana III                                              | DE6 (36 Wo.)DE | — | — | UK6 (16 Wo.)UK | US1 ×2Doppelplatin · (39 Wo.)US                                                                                                   | Erstveröffentlichung: 24. September 1971 Verkäufe: + 2.000.000                                                      |
| 1972               | Caravanserai                                             | DE13 (20 Wo.)DE | — | — | UK6 (11 Wo.)UK | US8 Platin · (32 Wo.)US | Erstveröffentlichung: 11. Oktober 1972 Verkäufe: + 1.150.000                                                        |
| 1973               | Welcome                                                  | DE29 (16 Wo.)DE | AT9 (4 Wo.)AT | — | UK8 Silber · (6 Wo.)UK | US25 Gold · (21 Wo.)US | Erstveröffentlichung: 9. November 1973 Verkäufe: + 630.000                                                          |
| 1974               | Borboletta                                               | DE28 (8 Wo.)DE | AT9 (4 Wo.)AT | — | UK18 Silber · (5 Wo.)UK | US20 Gold · (19 Wo.)US | Erstveröffentlichung: 7. Oktober 1974 Verkäufe: + 575.000                                                           |
| 1976               | Amigos                                                   | DE8 (40 Wo.)DE | AT9 (4 Wo.)AT | — | UK13 Silber · (9 Wo.)UK | US10 Gold · (26 Wo.)US | Erstveröffentlichung: 26. März 1976 Verkäufe: + 830.000                                                             |
| 1977               | Festival                                                 | DE15 (16 Wo.)DE | AT9 (12 Wo.)AT | — | UK27 Silber · (6 Wo.)UK | US27 Gold · (19 Wo.)US | Erstveröffentlichung: 13. Januar 1977 Verkäufe: + 675.000                                                           |
| 1977               | Moonflower                                               | DE16 Gold · (26 Wo.)DE | AT10 (16 Wo.)AT | — | UK7 Gold · (27 Wo.)UK | US10 ×2Doppelplatin · (24 Wo.)US                                                                                                  | Erstveröffentlichung: 6. Oktober 1977 Verkäufe: + 2.830.000                                                         |
| 1978               | Inner Secrets                                            | DE11 (20 Wo.)DE | AT19 (12 Wo.)AT | — | UK17 Gold · (16 Wo.)UK | US27 Gold · (33 Wo.)US | Erstveröffentlichung: 31. Oktober 1978 Verkäufe: + 760.000                                                          |
| 1979               | Marathon                                                 | DE40 (4 Wo.)DE | — | — | UK28 Silber · (5 Wo.)UK | US25 Gold · (22 Wo.)US | Erstveröffentlichung: 12. September 1979 Verkäufe: + 660.000                                                        |
| 1981               | Zebop!                                                   | DE21 (21 Wo.)DE | AT12 (6 Wo.)AT | — | UK33 (4 Wo.)UK | US9 Platin · (32 Wo.)US | Erstveröffentlichung: 27. April 1981 Verkäufe: + 1.100.000                                                          |
| 1982               | Shangó                                                   | DE14 (12 Wo.)DE | AT9 (6 Wo.)AT | — | UK35 (7 Wo.)UK | US22 Gold · (23 Wo.)US | Erstveröffentlichung: August 1982 Verkäufe: + 500.000                                                               |
| 1985               | Beyond Appearances                                       | DE20 (12 Wo.)DE | AT24 (4 Wo.)AT | CH9 (9 Wo.)CH | UK58 (3 Wo.)UK | US50 (21 Wo.)US | Erstveröffentlichung: 1. Februar 1985                                                                               |
| 1987               | Freedom                                                  | DE23 (15 Wo.)DE | AT16 (8 Wo.)AT | CH8 (9 Wo.)CH | — | US95 (11 Wo.)US | Erstveröffentlichung: Februar 1987                                                                                  |
| 1990               | Spirits Dancing in the Flesh                             | DE34 (10 Wo.)DE | AT28 (3 Wo.)AT | CH19 (9 Wo.)CH | UK68 (1 Wo.)UK | US85 (11 Wo.)US | Erstveröffentlichung: Juni 1990                                                                                     |
| 1992               | Milagro                                                  | DE47 (8 Wo.)DE | AT31 (1 Wo.)AT | CH11 (9 Wo.)CH | — | US102 (13 Wo.)US | Erstveröffentlichung: Mai 1992                                                                                      |
| 1999               | Supernatural                                             | DE1 ×2Doppelplatin · (85 Wo.)DE                                                                                                   | AT1 ×2Doppelplatin · (61 Wo.)AT                                                                                                   | CH1 ×4Vierfachplatin · (82 Wo.)CH                                                                                                 | UK1 ×3Dreifachplatin · (64 Wo.)UK                                                                                                 | US1 ×5Diamant + Fünffachplatin · (103 Wo.)US                                                                                      | Erstveröffentlichung: 14. Juni 1999 Verkäufe: + 30.000.000; zwei Grammy Awards (Album und Rockalbum des Jahres)     |
| 2002               | Shaman                                                   | DE2 Platin · (20 Wo.)DE | AT4 Platin · (17 Wo.)AT | CH1 ×2Doppelplatin · (24 Wo.)CH                                                                                                   | UK15 Gold · (10 Wo.)UK | US1 ×2Doppelplatin · (56 Wo.)US                                                                                                   | Erstveröffentlichung: 21. Oktober 2002 Verkäufe: + 3.420.811                                                        |
| 2005               | All That I Am                                            | DE6 (13 Wo.)DE | AT6 Gold · (11 Wo.)AT | CH5 Gold · (15 Wo.)CH | UK36 (3 Wo.)UK | US2 Gold · (20 Wo.)US | Erstveröffentlichung: 31. Oktober 2005 Verkäufe: + 665.000                                                          |
| 2010               | Guitar Heaven – The Greatest Guitar Classics of All Time | DE10 (8 Wo.)DE | AT5 (7 Wo.)AT | CH5 (8 Wo.)CH | UK15 (5 Wo.)UK | US5 (18 Wo.)US | Erstveröffentlichung: 21. September 2010 Verkäufe: + 175.500                                                        |
| 2012               | Shape Shifter                                            | DE19 (5 Wo.)DE | AT29 (5 Wo.)AT | CH8 (6 Wo.)CH | UK49 (1 Wo.)UK | US16 (5 Wo.)US | Erstveröffentlichung: 14. Mai 2012                                                                                  |
| 2014               | Corazón                                                  | DE12 (5 Wo.)DE | AT5 (5 Wo.)AT | CH14 (8 Wo.)CH | UK58 (1 Wo.)UK | US9 ×2Doppelplatin · (10 Wo.)US                                                                                                   | Erstveröffentlichung: 6. Mai 2014 Verkäufe: + 150.000,                                                              |
| 2016               | Santana IV                                               | DE5 (10 Wo.)DE | AT11 (8 Wo.)AT | CH7 (7 Wo.)CH | UK4 (3 Wo.)UK | US5 (6 Wo.)US | Erstveröffentlichung: 15. April 2016                                                                                |
| 2019               | Africa Speaks                                            | DE6 (8 Wo.)DE | AT9 (6 Wo.)AT | CH6 (10 Wo.)CH | UK35 (1 Wo.)UK | US3 (3 Wo.)US | Erstveröffentlichung: 7. Juni 2019                                                                                  |
| 2021               | Blessings and Miracles                                   | DE7 (5 Wo.)DE | AT13 (1 Wo.)AT | CH15 (3 Wo.)CH | — | — | Erstveröffentlichung: 15. Oktober 2021                                                                              |
| 2025               | Sentient                                                 | — | — | CH30 (1 Wo.)CH | — | — | Erstveröffentlichung: 28. März 2025                                                                                 |
| als Carlos Santana |                                                          | | | | | | |
|                    |                                                          | | | | | | |
| 1979               | Oneness: Silver Dreams – Golden Reality                  | — | — | — | UK55 (4 Wo.)UK | US87 (9 Wo.)US | Erstveröffentlichung: 24. März 1979 unter dem Künstlernamen Devadip                                                 |
| 1980               | The Swing of Delight                                     | DE40 (5 Wo.)DE | AT14 (4 Wo.)AT | — | UK65 (2 Wo.)UK | US65 (10 Wo.)US | Erstveröffentlichung: August 1980 als Devadip Carlos Santana                                                        |
| 1983               | Havana Moon                                              | DE21 (12 Wo.)DE | AT18 (2 Wo.)AT | — | UK84 (3 Wo.)UK | US31 (17 Wo.)US | Erstveröffentlichung: April 1983                                                                                    |
| 1987               | Blues for Salvador                                       | — | — | — | — | US195 (1 Wo.)US | Erstveröffentlichung: Oktober 1987                                                                                  |

grau schraffiert: keine Chartdaten aus diesem Jahr verfügbar

### Gemeinschaftsalben
| Jahr               | Titel                   | Höchstplatzierung, Gesamtwochen, AuszeichnungChartplatzierungen (Jahr, Titel, Platzierungen, Wochen, Auszeichnungen, Anmerkungen) | Höchstplatzierung, Gesamtwochen, AuszeichnungChartplatzierungen (Jahr, Titel, Platzierungen, Wochen, Auszeichnungen, Anmerkungen) | Höchstplatzierung, Gesamtwochen, AuszeichnungChartplatzierungen (Jahr, Titel, Platzierungen, Wochen, Auszeichnungen, Anmerkungen) | Höchstplatzierung, Gesamtwochen, AuszeichnungChartplatzierungen (Jahr, Titel, Platzierungen, Wochen, Auszeichnungen, Anmerkungen) | Höchstplatzierung, Gesamtwochen, AuszeichnungChartplatzierungen (Jahr, Titel, Platzierungen, Wochen, Auszeichnungen, Anmerkungen) | Anmerkungen |
| Jahr               | Titel                   | DE | AT | CH | UK | US | Anmerkungen |
| ------------------ | ----------------------- | --- | --- | --- | --- | --- | --- |
| als Carlos Santana |                         | | | | | | |
|                    |                         | | | | | | |
| 1973               | Love Devotion Surrender | DE26 (8 Wo.)DE | AT6 (12 Wo.)AT | — | UK7 (9 Wo.)UK | US14 Gold · (24 Wo.)US | Erstveröffentlichung: 20. Juli 1973 Verkäufe: + 500.000; Carlos Santana, John McLaughlin & the Mahavishnu Orchestra |
| 1974               | Illuminations           | — | — | — | UK40 (1 Wo.)UK | US79 (8 Wo.)US | Erstveröffentlichung: 11. September 1974 Carlos Santana & Alice Coltrane                                            |
| 1994               | Santana Brothers        | — | — | CH48 (1 Wo.)CH | — | US191 (1 Wo.)US | Erstveröffentlichung: 27. September 1994 Carlos Santana, Jorge Santana & Jorge Hernandez                            |
| 2017               | Power of Peace          | DE28 (3 Wo.)DE | AT60 (1 Wo.)AT | CH60 (3 Wo.)CH | — | US64 (1 Wo.)US | Erstveröffentlichung: 28. Juli 2017 The Isley Brothers & Santana                                                    |

grau schraffiert: keine Chartdaten aus diesem Jahr verfügbar

### Livealben
| Jahr               | Titel                                              | Höchstplatzierung, Gesamtwochen, AuszeichnungChartplatzierungen (Jahr, Titel, Platzierungen, Wochen, Auszeichnungen, Anmerkungen) | Höchstplatzierung, Gesamtwochen, AuszeichnungChartplatzierungen (Jahr, Titel, Platzierungen, Wochen, Auszeichnungen, Anmerkungen) | Höchstplatzierung, Gesamtwochen, AuszeichnungChartplatzierungen (Jahr, Titel, Platzierungen, Wochen, Auszeichnungen, Anmerkungen) | Höchstplatzierung, Gesamtwochen, AuszeichnungChartplatzierungen (Jahr, Titel, Platzierungen, Wochen, Auszeichnungen, Anmerkungen) | Höchstplatzierung, Gesamtwochen, AuszeichnungChartplatzierungen (Jahr, Titel, Platzierungen, Wochen, Auszeichnungen, Anmerkungen) | Anmerkungen |
| Jahr               | Titel                                              | DE | AT | CH | UK | US | Anmerkungen |
| ------------------ | -------------------------------------------------- | --- | --- | --- | --- | --- | --- |
| als Santana        |                                                    | | | | | | |
|                    |                                                    | | | | | | |
| 1993               | Sacred Fire: Live in South America                 | — | — | — | — | US181 (1 Wo.)US | Erstveröffentlichung: 19. Oktober 1993                                                                                                   |
| 2012               | Greatest Hits – Live at Montreux 2011              | DE45 (2 Wo.)DE | — | — | — | US— GoldUS | Erstveröffentlichung: 17. Februar 2012                                                                                                   |
| 2016               | Santana IV – Live at the House of Blues, Las Vegas | DE22 (3 Wo.)DE | — | CH87 (1 Wo.)CH | — | — | Erstveröffentlichung: 21. Oktober 2016                                                                                                   |
| als Carlos Santana |                                                    | | | | | | |
|                    |                                                    | | | | | | |
| 1972               | Carlos Santana & Buddy Miles! Live!                | DE14 (16 Wo.)DE | — | — | UK29 (4 Wo.)UK | US8 Platin · (33 Wo.)US | Erstveröffentlichung: 7. Juni 1972 Verkäufe: + 1.000.000; Carlos Santana & Buddy Miles aufgenommen im Krater des Diamond Head von Hawaii |
| 2013               | Invitation to Illumination: Live at Montreux 2011  | DE86 (1 Wo.)DE | — | — | — | — | Erstveröffentlichung: 16. August 2013 Carlos Santana & John McLaughlin                                                                   |

grau schraffiert: keine Chartdaten aus diesem Jahr verfügbar
Weitere Livealben
- 1974: Lotus
- 1997: Live at the Fillmore 1968
- 2009: The Woodstock Experience (Box-Set bestehend aus Alben und Live-Mitschnitten des Woodstock-Festivals 1969 von Santana, Janis Joplin, Sly & the Family Stone, Jefferson Airplane & Johnny Winter)
- 2014: Corazón – Live from Mexico: Live It to Believe It

### Kompilationen
| Jahr        | Titel                                       | Höchstplatzierung, Gesamtwochen, AuszeichnungChartplatzierungen (Jahr, Titel, Platzierungen, Wochen, Auszeichnungen, Anmerkungen) | Höchstplatzierung, Gesamtwochen, AuszeichnungChartplatzierungen (Jahr, Titel, Platzierungen, Wochen, Auszeichnungen, Anmerkungen) | Höchstplatzierung, Gesamtwochen, AuszeichnungChartplatzierungen (Jahr, Titel, Platzierungen, Wochen, Auszeichnungen, Anmerkungen) | Höchstplatzierung, Gesamtwochen, AuszeichnungChartplatzierungen (Jahr, Titel, Platzierungen, Wochen, Auszeichnungen, Anmerkungen) | Höchstplatzierung, Gesamtwochen, AuszeichnungChartplatzierungen (Jahr, Titel, Platzierungen, Wochen, Auszeichnungen, Anmerkungen) | Anmerkungen                                                |
| Jahr        | Titel                                       | DE | AT | CH | UK | US | Anmerkungen                                                |
| ----------- | ------------------------------------------- | --- | --- | --- | --- | --- | ---------------------------------------------------------- |
| als Santana |                                             | | | | | |                                                            |
|             |                                             | | | | | |                                                            |
| 1974        | Santana’s Greatest Hits                     | DE11 Platin · (175 Wo.)DE | AT4 (20 Wo.)AT | — | UK14 Gold · (15 Wo.)UK | US17 ×7Siebenfachplatin · (21 Wo.)US                                                                                              | Erstveröffentlichung: 11. Juli 1974 Verkäufe: + 7.900.000  |
| 1986        | Viva! Santana – The Very Best               | — | — | — | UK50 Gold · (8 Wo.)UK | — | Erstveröffentlichung: 1986 Verkäufe: + 100.000             |
| 1986        | Black Magic Woman: Best of Santana          | DE50 (5 Wo.)DE | — | — | UK— GoldUK | — | Erstveröffentlichung: 1986 Verkäufe: + 100.000             |
| 1988        | Viva Santana!                               | — | — | — | — | US142 Gold · (6 Wo.)US | Erstveröffentlichung: August 1988 Verkäufe: + 500.000      |
| 1991        | The Best of Santana (1991)                  | DE49 (10 Wo.)DE | — | — | — | — | Erstveröffentlichung: 1991 Verkäufe: + 315.000             |
| 1996        | Summer Dreams – The Best Ballads of Santana | DE92 (2 Wo.)DE | — | — | — | — | Erstveröffentlichung: 7. Mai 1996                          |
| 1996        | The Best of (1996)                          | — | — | — | UK99 (1 Wo.)UK | — | Erstveröffentlichung: 1996                                 |
| 1997        | Ultimate Collection                         | DE25 (11 Wo.)DE | — | CH48 Gold · (8 Wo.)CH | UK12 Gold · (30 Wo.)UK | — | Erstveröffentlichung: 1997 Verkäufe: + 279.276             |
| 1998        | The Best of Santana (1998)                  | — | — | — | — | US82 Platin · (20 Wo.)US | Erstveröffentlichung: März 1998 Verkäufe: + 1.000.000      |
| 2002        | The Essential Santana                       | — | — | CH40 (2 Wo.)CH | — | US125 Gold · (1 Wo.)US | Erstveröffentlichung: 22. Oktober 2002 Verkäufe: + 500.000 |
| 2003        | Relaxin’ With Santana                       | — | — | CH67 (3 Wo.)CH | — | — | Erstveröffentlichung: 2003                                 |
| 2007        | Ultimate Santana                            | DE19 Gold · (6 Wo.)DE | AT28 (6 Wo.)AT | CH13 (10 Wo.)CH | UK16 Gold · (4 Wo.)UK | US8 Gold · (31 Wo.)US | Erstveröffentlichung: 16. Oktober 2007 Verkäufe: + 911.000 |
| 2008        | Multi Dimensional Warrior                   | — | — | — | — | US82 (2 Wo.)US | Erstveröffentlichung: 14. Oktober 2008                     |

grau schraffiert: keine Chartdaten aus diesem Jahr verfügbar
Weitere Kompilationen
- 1995: Dance of the Rainbow Serpent
- 1997: The Very Best Of (UK: Gold)
- 2001: Divine Light
- 2003: Ceremony: Remixes & Rarities
- 2017: Diamonds are Forever

## Singles

### Als Leadmusiker
| Jahr               | Titel Album                                                                          | Höchstplatzierung, Gesamtwochen, AuszeichnungChartplatzierungen (Jahr, Titel, Album, Platzierungen, Wochen, Auszeichnungen, Anmerkungen) | Höchstplatzierung, Gesamtwochen, AuszeichnungChartplatzierungen (Jahr, Titel, Album, Platzierungen, Wochen, Auszeichnungen, Anmerkungen) | Höchstplatzierung, Gesamtwochen, AuszeichnungChartplatzierungen (Jahr, Titel, Album, Platzierungen, Wochen, Auszeichnungen, Anmerkungen) | Höchstplatzierung, Gesamtwochen, AuszeichnungChartplatzierungen (Jahr, Titel, Album, Platzierungen, Wochen, Auszeichnungen, Anmerkungen) | Höchstplatzierung, Gesamtwochen, AuszeichnungChartplatzierungen (Jahr, Titel, Album, Platzierungen, Wochen, Auszeichnungen, Anmerkungen) | Anmerkungen |
| Jahr               | Titel Album                                                                          | DE | AT | CH | UK | US | Anmerkungen |
| ------------------ | ------------------------------------------------------------------------------------ | --- | --- | --- | --- | --- | --- |
| als Santana        |                                                                                      | | | | | | |
|                    |                                                                                      | | | | | | |
| 1969               | Jingo Santana                                                                        | DE39 (2 Wo.)DE | — | — | — | US56 (8 Wo.)US | Erstveröffentlichung: Oktober 1969 Autor/Original: Babatunde Olatunji (1959) teilweise auch als Jin-Go-Lo-Ba veröffentlicht                                                                |
| 1969               | Evil Ways Santana                                                                    | — | — | — | — | US9 (13 Wo.)US | Erstveröffentlichung: 30. Dezember 1969 Autor/Original: Willie Bobo (1967) |
| 1970               | Black Magic Woman Abraxas                                                            | DE14 (12 Wo.)DE | AT16 (4 Wo.)AT | — | UK— SilberUK | US4 (13 Wo.)US | Erstveröffentlichung: 26. Oktober 1970 Original: Fleetwood Mac (1968) Rock and Roll Hall of Fame                                                                                           |
| 1971               | Oye como va Abraxas                                                                  | DE29 (2 Wo.)DE | — | — | — | US13 (10 Wo.)US | Erstveröffentlichung: 2. Februar 1971 Original: Tito Puente (1953) Platz 184 der RIAA Songs of the Century                                                                                 |
| 1971               | Everybody’s Everything Santana III                                                   | DE50 (1 Wo.)DE | — | — | — | US12 (10 Wo.)US | Erstveröffentlichung: 27. September 1971 Original: The Emperor’s unter dem Titel Karate (1966)                                                                                             |
| 1972               | No One to Depend On Santana III                                                      | — | — | — | — | US36 (9 Wo.)US | Erstveröffentlichung: 21. Januar 1972 |
| 1974               | Samba Pa Ti Abraxas                                                                  | DE43 (1 Wo.)DE | — | — | UK27 (7 Wo.)UK | — | Erstveröffentlichung: 27. September 1974 in USA 1971 als B-Seite von Oye Como Va veröffentlicht                                                                                            |
| 1976               | Europa (Earth’s Cry Heaven’s Smile) Amigos                                           | — | — | CH6 (13 Wo.)CH | — | — | Erstveröffentlichung: 19. März 1976 |
| 1976               | Let It Shine Amigos                                                                  | — | — | — | — | US77 (3 Wo.)US | Erstveröffentlichung: 14. Mai 1976 |
| 1977               | She’s Not There Moonflower                                                           | — | — | — | UK11 (13 Wo.)UK | US27 (14 Wo.)US | Erstveröffentlichung: 6. Oktober 1977 |
| 1978               | Well All Right Inner Secrets                                                         | — | — | — | UK53 (3 Wo.)UK | US69 (8 Wo.)US | Erstveröffentlichung: 1978 Original: Buddy Holly (1958 als B-Seite der Single Heartbeat)                                                                                                   |
| 1979               | Stormy Inner Secrets                                                                 | — | — | — | — | US32 (10 Wo.)US | Erstveröffentlichung: 9. Dezember 1979 |
| 1979               | One Chain (Don’t Make No Prison) Inner Secrets                                       | — | — | — | — | US59 (8 Wo.)US | Erstveröffentlichung: 1979 |
| 1979               | You Know That I Love You Marathon                                                    | — | — | — | — | US35 (13 Wo.)US | Erstveröffentlichung: 1979 |
| 1979               | All I Ever Wanted Marathon                                                           | — | — | — | UK57 (3 Wo.)UK | — | Erstveröffentlichung: 1979 |
| 1981               | Winning Zebop!                                                                       | — | — | — | — | US17 (18 Wo.)US | Erstveröffentlichung: 24. März 1981 |
| 1981               | The Sensitive Kind Zebop!                                                            | — | — | — | — | US56 (8 Wo.)US | Erstveröffentlichung: 1981 |
| 1982               | Hold On Shangó                                                                       | — | — | — | — | US15 (14 Wo.)US | Erstveröffentlichung: August 1982 |
| 1982               | Nowhere to Run Shangó                                                                | — | — | — | — | US66 (8 Wo.)US | Erstveröffentlichung: 1982 |
| 1985               | Say It Again Beyond Appearances                                                      | — | — | — | — | US46 (11 Wo.)US | Erstveröffentlichung: 25. März 1985 |
| 1999               | Smooth Supernatural                                                                  | DE21 (22 Wo.)DE | AT9 (14 Wo.)AT | CH18 (22 Wo.)CH | UK3 Platin · (11 Wo.)UK | US1 Platin + Gold (Digital) · (58 Wo.)US                                                                                                 | Erstveröffentlichung: 29. Juni 1999 Verkäufe: + 1.470.000 mit Rob Thomas, drei Grammy Awards (Single und Song sowie Pop-Kollaboration des Jahres); Platz 202 der RIAA Songs of the Century |
| 1999               | Put Your Lights On Supernatural                                                      | DE92 (3 Wo.)DE | — | CH87 (4 Wo.)CH | UK88 (1 Wo.)UK | — | Erstveröffentlichung: 24. August 1999 mit Everlast Grammy Award (Rock-Kollaboration des Jahres)                                                                                            |
| 1999               | Maria Maria Supernatural                                                             | DE1 Platin · (22 Wo.)DE | AT3 (16 Wo.)AT | CH1 Platin · (38 Wo.)CH | UK6 Platin · (19 Wo.)UK | US1 Platin · (26 Wo.)US | Erstveröffentlichung: 14. September 1999 Verkäufe: + 3.180.000 mit The Product G&B Grammy Award (Pop-Darbietung des Jahres)                                                                |
| 2000               | Corazón espinado Supernatural                                                        | DE64 (9 Wo.)DE | — | CH39 (16 Wo.)CH | — | — | Erstveröffentlichung: 17. April 2000 Verkäufe: + 30.000 mit Maná |
| 2002               | The Game of Love Shaman                                                              | DE46 (9 Wo.)DE | AT51 (13 Wo.)AT | CH20 (21 Wo.)CH | UK16 (9 Wo.)UK | US5 (34 Wo.)US | Erstveröffentlichung: 23. September 2002 Verkäufe: + 35.000 mit Michelle Branch Grammy Award (Pop-Kollaboration des Jahres)                                                                |
| 2003               | Nothing at All Shaman                                                                | — | — | CH74 (3 Wo.)CH | — | US— GoldUS | Erstveröffentlichung: März 2003 Verkäufe: + 25.000 mit Musiq |
| 2003               | Why Don’t You & I Shaman                                                             | DE76 (4 Wo.)DE | — | — | — | US8 (35 Wo.)US | Erstveröffentlichung: 16. Juni 2003 feat. Alex Band |
| 2005               | I’m Feeling You All That I Am                                                        | — | — | — | — | US55 (8 Wo.)US | Erstveröffentlichung: 20. Oktober 2005 mit Michelle Branch & The Wreckers |
| 2005               | Just Feel Better All That I Am                                                       | DE44 (9 Wo.)DE | — | CH39 (7 Wo.)CH | UK77 (1 Wo.)UK | — | Erstveröffentlichung: 13. Dezember 2005 mit Steven Tyler |
| 2006               | Cry Baby Cry All That I Am                                                           | DE47 (5 Wo.)DE | — | CH29 (12 Wo.)CH | UK71 (2 Wo.)UK | — | Erstveröffentlichung: 8. Mai 2006 feat. Sean Paul & Joss Stone |
| 2007               | Into the Night Ultimate Santana                                                      | DE19 (14 Wo.)DE | AT24 (11 Wo.)AT | CH49 (8 Wo.)CH | — | US26 Platin · (21 Wo.)US | Erstveröffentlichung: 2. Oktober 2007 Verkäufe: + 560.000 mit Chad Kroeger |
| 2010               | While My Guitar Gently Weeps Guitar Heaven: The Greatest Guitar Classics of All Time | — | — | CH46 (2 Wo.)CH | — | — | Erstveröffentlichung: 24. August 2010 mit India.Arie & Yo-Yo Ma |
| als Carlos Santana |                                                                                      | | | | | | |
|                    |                                                                                      | | | | | | |
| 1972               | Evil Ways Carlos Santana & Buddy Miles! Live!                                        | — | — | — | — | US84 (5 Wo.)US | Liveaufnahme mit Buddy Miles die Studioversion von Santana war 1970 in den Charts |
| 1972               | Them Changes Carlos Santana & Buddy Miles! Live!                                     | — | — | — | — | US95 (1 Wo.)US | Liveaufnahme mit Buddy Miles B-Seite von Evil Ways; 1970/71 von Buddy Miles bereits alleine aufgenommen                                                                                    |

grau schraffiert: keine Chartdaten aus diesem Jahr verfügbar
Weitere Singles
- 1970: Soul Sacrifice
- 1971: Hope You're Feeling Better
- 1974: Song of the Wind
- 1974: When I Look Into Your Eyes
- 1976: Dance Sister Dance (Baila Mi Hermana)
- 1976: Let the Children Play
- 1976: Revelations
- 1977: I’ll Be Waiting
- 1979: Open Invitation
- 1979: Aqua Marine
- 1981: Changes
- 1981: Searchin’
- 1981: I Love You Much Too Much
- 1982: Night Hunting Time
- 1987: Veracruz
- 1990: Gypsy Woman
- 1992: Somewhere in Heaven
- 2000: Love of My Life (feat. Dave Matthews)
- 2002: You Are My Kind (feat. Seal)
- 2003: Nothing at All (feat. Musiq)
- 2003: Feels Like Fire (feat. Dido)
- 2008: This Boy’s Fire (feat. Jennifer Lopez & Baby Bash)
- 2016: Anywhere You Want to Go
- 2019: Breaking Down the Door
- 2021: Move (feat. Rob Thomas & American Authors)

### Als Gastmusiker
| Jahr               | Titel Album                  | Höchstplatzierung, Gesamtwochen, AuszeichnungChartplatzierungen (Jahr, Titel, Album, Platzierungen, Wochen, Auszeichnungen, Anmerkungen) | Höchstplatzierung, Gesamtwochen, AuszeichnungChartplatzierungen (Jahr, Titel, Album, Platzierungen, Wochen, Auszeichnungen, Anmerkungen) | Höchstplatzierung, Gesamtwochen, AuszeichnungChartplatzierungen (Jahr, Titel, Album, Platzierungen, Wochen, Auszeichnungen, Anmerkungen) | Höchstplatzierung, Gesamtwochen, AuszeichnungChartplatzierungen (Jahr, Titel, Album, Platzierungen, Wochen, Auszeichnungen, Anmerkungen) | Höchstplatzierung, Gesamtwochen, AuszeichnungChartplatzierungen (Jahr, Titel, Album, Platzierungen, Wochen, Auszeichnungen, Anmerkungen) | Anmerkungen                                                           |
| Jahr               | Titel Album                  | DE | AT | CH | UK | US | Anmerkungen                                                           |
| ------------------ | ---------------------------- | --- | --- | --- | --- | --- | --------------------------------------------------------------------- |
| als Carlos Santana |                              | | | | | |                                                                       |
|                    |                              | | | | | |                                                                       |
| 2002               | Dirty Dancin’ –              | DE76 (9 Wo.)DE | — | CH53 (14 Wo.)CH | — | — | Erstveröffentlichung: 2002 The Product G&B feat. Carlos Santana       |
| 2006               | Illegal Oral Fixation Vol. 2 | DE11 (17 Wo.)DE | AT9 (18 Wo.)AT | CH10 (21 Wo.)CH | UK34 (4 Wo.)UK | — | Erstveröffentlichung: 28. August 2006 Shakira feat. Carlos Santana    |
| 2019               | Mamacita –                   | — | — | CH67 (2 Wo.)CH | — | — | Erstveröffentlichung: 25. Oktober 2019 Tyga feat. YG & Carlos Santana |

Weitere Gastbeiträge
- 2023: The More I Love My Life (Narada Michael Walden feat. Carlos Santana, Sting & Stevie Wonder)

## Videoalben
- Viva Santana! (Editionen auf VHS/1988, auf DVD/2006)
- Sacred Fire – Konzertmitschnitte zur Tour (recorded live in Mexico City, May 22&23,1993.Running time 97 minutes on VHS/1993)
- Light Dance – Songs von Santana mit Naturaufnahmen (Blumenwiese, Meeresstrand usw.) untermalt (Edition VHS/1995 – nur im amerikanischen VHS-NTSC-Format erhältlich)
- Supernatural – zwei verschiedene Konzertmitschnitte der Tour (Editionen auf DVD/2000)
- Santana Live in Concert at Royal Albert Hall 1971 – mit Johnny Winter & Edgar Winter & Taj Mahal (Edition DVD/2001 – nicht zur offiziellen Santana Diskografie gehörend),
- Down Under – Live Australia – Konzert 1979 in Melbourne (verschiedene Covers – länderbezogen) (Edition auf DVD/2004)
- Santana Live by Request – zur Konzerttour All that I Am (Edition auf DVD/2005)
- sowie drei verschiedene DVD-Editionen zu den Jazz-Festivals in Montreux (siehe hier weiter unten)
- weitere einzelne Songs als Videoauskopplungen (Musik- bzw. Videoclips) auf einer Vielzahl von Enhanced-CDs (erweiterte Single-CDs) seit dem Supernatural-Album bis zu den heutigen Alben bekannt.

Da bei vielen – vor allem älteren – Santana-Songs keine bzw. nicht ausreichende oder freigegebene Musikrechte vorliegen, gibt es bereits eine unüberschaubar große Anzahl von Kompilationsveröffentlichungen mit unterschiedlichsten Covers und Betitelungen. Zusammen mit der großen Anzahl von Bootlegs, Promo-Tonträger und Radio Shows (Radio-Mitschnitten auf Tonträger) lässt sich die offizielle Santana-Diskografie nur mehr sehr schwer nachverfolgen. Gut geführte Tonträger-Sammlungen bei Santana gehen oft in die mehreren Hunderte, zumal vor allem bei den neueren Alben immer mehr Sonderpressungen mit dazukommen (so z. B. beim Supernatural-Album, von dem ebenso Versionen als Doppel-LP, Vinyl- & CD-Singles / Enhanced-Singles nahezu aller Album-Songs, div. Konzert-DVDs, Musikclips usw. erhältlich waren).
Neben diesen Aufnahmen ist Carlos Santana auf zahlreichen weiteren Alben zu hören, sowohl als Gastmusiker als auch im Rahmen von gemeinsamen Projekten mit anderen Musikern, so zum Beispiel auf
- José Feliciano: Escenas de Amor (1982) – (Samba pa ti in einer spanischen Gesangsversion)
- John Lee Hooker: The Healer (1989), Mr. Lucky (1991), Chill Out (1995)
- Alex Acuña: Same – Alex Acuña and the Unknowns (1991)
- Paolo Rustichelli: Mystic Jazz (1991), Mystic Man (1996)
- Phish: A Phish Story (1992), Jammin’ Santana (1992) – aufgrund eines fehlenden Plattenvertrags 1992 bei Phish in Eigenproduktion erschienen
- Michael Jackson: Whatever Happens (2001)
- Babatunde Olatunji: Dance to the Beat of My Drum (1986)

Weitere Veröffentlichungen musikalischer Zusammenarbeit von Carlos Santana mit diversen Musikern wurden 2005 mit dem weniger bekannten Santana-Album Playin’ with Carlos vorgestellt – wobei es neben einer australischen Ausgabe (Umfang: 1 CD/15 Titel) auch eine chinesische Ausgabe (zwei CDs/31 Titel) gibt. Die darauf enthaltenen Titel (vor allem der ersten CD, dessen Titel weniger bekannt sind, als die der zweiten) beziehen sich ausschließlich auf die musikalische Zusammenarbeit von Santana mit anderen Musikern.
Mit den Musikern Eric Clapton und John McLaughlin spielte er häufiger zusammen – vor allem bei Live-Konzerten. Außerdem gab es Gastauftritte bei vielen befreundeten Musikerkollegen, wie z. B. Billy Cobham, Stanley Clarke oder Weather Report. Musiker wie José Feliciano, Gato Barbieri oder Ottmar Liebert veredelten die bekannteren Santana-Balladen Europe und Samba pa ti. Bekannt wurden u. a. auch Gastauftritte von Gato Barbieri und José Feliciano bei div. Santana-Live-Konzerten.
Bereits beim 1968er Michael Bloomfield & Al Kooper Fillmore-West-Konzert und dem dort aufgenommenen Live Adventures-Album (1969) war Carlos Santana zu hören – also Monate vor dem Woodstock-Festival und der Veröffentlichung des ersten Santana-Albums Same – Santana (1969).
1978 erschien ein Album namens Giants auf dem Markt (in unterschiedlichen Covers – länderbezogen), das von Carlos Santana, einigen Bandmitgliedern und befreundeten Musikern wie Herbie Hancock, Greg Errico, Lee Oskar u. a. eingespielt wurde. Dieses weniger bekannte Album gehört nicht zur offiziellen Diskografie von Santana.
Ebenso wenig bekannt ist das Limited-Edition-Album Food for Thought (2004), das ausschließlich über eine mexikanische Restaurantkette sowie den Santana-Fanclub vertrieben wurde.
Bandmitglieder von Santana widmeten sich ebenfalls gemeinschaftlichen Solo-Projekten, wie z. B. die Album-Projekte R.O.A.R. (1985) und Abraxas Pool (1997) – letzteres wurde seinerseits von frustrierten Bandmitgliedern während der Santana-Schaffenskrise in der 2. Hälfte der 1990er Jahre eingespielt. Dabei erinnerte man sich bei diesem Solo-Projekt auch an die einst von Neal Schon und Michael Shrieve für Santana komponierte Instrumental-Ballarde Szabo, die wegen anderer vorgezogener balladenartiger Songs bereits in Vergessenheit geraten war. Ein Stück, das den typischen Santana-Sound widerspiegelt und dessen weltweiten Erfolg ausmacht.
Im Laufe der Zeit kam es auch immer wieder zu Solo-Projekten einzelner bzw. in Gemeinschaft einiger Bandmitgliedern (wie z. B. Solo-Veröffentlichungen von Gregg Rolie, Alex Ligertwood, Tom Coster, Greg Walker u. a. – mit oder ohne Carlos’ Unterstützung). Einige ehemalige Bandmitglieder gründeten aus ihrer Santana-Formationszeit heraus auch neue erfolgreiche Bands, wie man am Beispiel der von Gregg Rolie & Neal Schon gegründeten Band Journey sehen kann.
Seit den überragenden Grammy Awards Erfolg von 1999 mit dem Album Supernatural setzte Carlos in seinen darauffolgenden Albumprojekten immer mehr auf Gastmusiker im Gesangsbereich. Neben den bereits vielen Gastmusikern auf den bisher erschienenen Albums sticht vor allem die 2002 mit dem Album Shaman veröffentlichte Stimme des Operstars Placido Domingo im Song Novus hervor.
Beim 38. Montreux Jazz Festival im Jahr 2004 trat Carlos Santana am selben Abend in drei Konzerten mit einigen seiner Lieblingsblueskünstler Clarence „Gatemouth“ Brown, Bobby Parker und Buddy Guy auf.
Er trat mit seinen jeweiligen Bandmitgliedern und/oder auch mit vielen anderen Musikern seit 1971 immer wieder mal beim dort seit 1967 alljährlich stattfindenden Jazz Festival auf.
So erschien im Jahr 2005 ein weiteres Album (& DVD), das bereits 1988 beim Jazz Festival in Montreux zusammen mit Wayne Shorter und den Bandmitgliedern von Santana & Shorter mitgeschnitten worden war. Zwei Jahre später (2007) kam zudem eine Doppel-DVD des 38. Montreux Jazz Festival von 2004 heraus, unter dem Titel Hymns for Peace, zusammen mit anderen Gastmusikern (wie z. B. Wayne Shorter, Herbie Hancock, John McLaughlin, Chick Corea, Stevie Winwood, Patti Austin, Ravi Coltrane u. a.) als auf der zuerst genannten Blues-3-DVD-Box Carlos Santana presents Blues at Montreux 2004.
Nicht nur seine eigene Musik spielte Carlos Santana ein. Seit 1993 wirkte er auch bei Zusammenstellungen von Samplern (sogenannten Kompilationen) anderer Musiker mit. So wurde auf seine Empfehlung hin ab 1993 (unter Guts & Grace Records/Polydor) mit einer Sampler-Reihe Sacred Sources 1 – Live Forever begonnen, auf der Musik von Jimi Hendrix, Marvin Gaye, Bob Marley, Stevie Ray Vaughan und John Coltrane von ihm vorgestellt wird. Weitere Sampler dieser Reihe sind angekündigt.

## Statistik

### Chartauswertung
|                     | DE     | AT     | CH     | UK     | US     |
| ------------------- | ------ | ------ | ------ | ------ | ------ |
| Nummer-eins-Alben   | DE1DE  | AT1AT  | CH2CH  | UK1UK  | US4US  |
| Top-10-Alben        | DE10DE | AT14AT | CH9CH  | UK8UK  | US16US |
| Alben in den Charts | DE40DE | AT27AT | CH21CH | UK34UK | US41US |

|                       | DE     | AT    | CH     | UK     | US     |
| --------------------- | ------ | ----- | ------ | ------ | ------ |
| Nummer-eins-Singles   | DE1DE  | AT—AT | CH1CH  | UK—UK  | US2US  |
| Top-10-Singles        | DE1DE  | AT3AT | CH3CH  | UK2UK  | US6US  |
| Singles in den Charts | DE16DE | AT6AT | CH14CH | UK11UK | US25US |

### Auszeichnungen für Musikverkäufe
| Land/RegionAuszeichnungen für Musikverkäufe (Land/Region, Auszeichnungen, Verkäufe, Quellen) | Silber     | Gold         | Platin         | Diamant     | Verkäufe    | Quellen                                                                               |
| -------------------------------------------------------------------------------------------- | ---------- | ------------ | -------------- | ----------- | ----------- | ------------------------------------------------------------------------------------- |
| Argentinien (CAPIF)                                                                          | —          | 2× Gold2     | 3× Platin3     | —           | 178.000     | capif.org.ar AR2 AR3                                                                  |
| Australien (ARIA)                                                                            | —          | 3× Gold3     | 24× Platin24   | —           | 1.345.000   | aria.com.au                                                                           |
| Belgien (BRMA)                                                                               | —          | 2× Gold2     | 4× Platin4     | —           | 220.000     | ultratop.be                                                                           |
| Brasilien (PMB)                                                                              | —          | —            | 2× Platin2     | Diamant1    | 535.000     | pro-musicabr.org.br                                                                   |
| Dänemark (IFPI)                                                                              | —          | Gold1        | 2× Platin2     | —           | 225.000     | ifpi.dk                                                                               |
| Deutschland (BVMI)                                                                           | —          | 4× Gold4     | 6× Platin6     | —           | 3.500.000   | musikindustrie.de                                                                     |
| Europa (IFPI)                                                                                | —          | —            | 7× Platin7     | —           | (7.000.000) | ifpi.org (Memento vom 1. Januar 2014 im Internet Archive)                             |
| Finnland (IFPI)                                                                              | —          | 2× Gold2     | Platin1        | —           | 90.378      | ifpi.fi                                                                               |
| Frankreich (SNEP)                                                                            | —          | 15× Gold15   | 8× Platin8     | Diamant1    | 3.323.333   | infodisc.fr snepmusique.com                                                           |
| Griechenland (IFPI)                                                                          | —          | 2× Gold2     | —              | —           | 30.000      | Einzelnachweise                                                                       |
| Hongkong (IFPI/HKRIA)                                                                        | —          | Gold1        | —              | —           | 10.000      | ifpihk.org                                                                            |
| Italien (FIMI)                                                                               | —          | 3× Gold3     | 2× Platin2     | —           | 205.000     | fimi.it                                                                               |
| Japan (RIAJ)                                                                                 | —          | 2× Gold2     | Platin1        | —           | 400.000     | riaj.or.jp                                                                            |
| Kanada (MC)                                                                                  | —          | 6× Gold6     | 9× Platin9     | Diamant1    | 2.010.000   | musiccanada.com                                                                       |
| Mexiko (AMPROFON)                                                                            | —          | 4× Gold4     | 3× Platin3     | —           | 525.000     | amprofon.com.mx                                                                       |
| Neuseeland (RMNZ)                                                                            | —          | 4× Gold4     | 20× Platin20   | —           | 487.500     | aotearoamusiccharts.co.nz NZ2 (Memento vom 24. Juli 2011 im Internet Archive) NZ3 NZ4 |
| Niederlande (NVPI)                                                                           | —          | 3× Gold3     | 4× Platin4     | —           | 470.000     | nvpi.nl                                                                               |
| Norwegen (IFPI)                                                                              | —          | 2× Gold2     | —              | —           | 75.000      | ifpi.no (Memento vom 5. November 2012 im Internet Archive)                            |
| Österreich (IFPI)                                                                            | —          | 2× Gold2     | 3× Platin3     | —           | 170.000     | ifpi.at                                                                               |
| Polen (ZPAV)                                                                                 | —          | 2× Gold2     | 6× Platin6     | —           | 235.000     | olis.pl                                                                               |
| Portugal (AFP)                                                                               | —          | Gold1        | 3× Platin3     | —           | 44.000      | Einzelnachweise                                                                       |
| Russland (NFPF)                                                                              | —          | 2× Gold2     | —              | —           | 20.000      | 2m-online.ru                                                                          |
| Schweden (IFPI)                                                                              | —          | 2× Gold2     | 4× Platin4     | —           | 245.000     | sverigetopplistan.se                                                                  |
| Schweiz (IFPI)                                                                               | —          | 2× Gold2     | 8× Platin8     | —           | 395.000     | hitparade.ch                                                                          |
| Spanien (Promusicae)                                                                         | —          | 2× Gold2     | 6× Platin6     | —           | 480.000     | elportaldemusica.es                                                                   |
| Ungarn (MAHASZ)                                                                              | —          | 4× Gold4     | Platin1        | —           | 49.000      | slagerlistak.hu                                                                       |
| Vereinigte Staaten (RIAA)                                                                    | —          | 18× Gold18   | 48× Platin48   | Diamant1    | 56.275.000  | riaa.com                                                                              |
| Vereinigtes Königreich (BPI)                                                                 | 7× Silber7 | 10× Gold10   | 8× Platin8     | —           | 5.764.000   | bpi.co.uk                                                                             |
| Insgesamt                                                                                    | 7× Silber7 | 101× Gold101 | 183× Platin183 | 4× Diamant4 |             |                                                                                       |